# 里布伊斯
里布伊斯（法語：Ribouisse，法語發音：[ʁibwis] ⓘ）是法国奥德省的一个市镇，位于该省西北部，属于卡尔卡松区。

## 地理
里布伊斯（43°10'57"N, 1°53'51"E）面积10.21 平方千米，位于法国奧克西塔尼大區奥德省，该省份为法国南部沿海省份，北起塔恩省，西北接上加龙省，西接阿列日省，南至东比利牛斯省，东临地中海，东北与埃罗省接壤。
与里布伊斯接壤的市镇（或旧市镇、城区）包括：卡扎尔勒努、加雅拉塞尔沃、拉法日、普拉维拉、圣于连德布里奥拉。

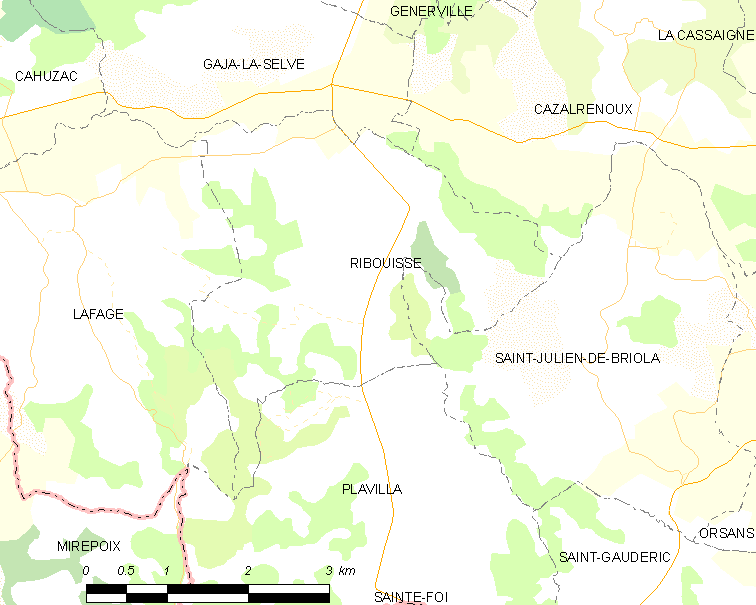
里布伊斯的OSM定位图

里布伊斯的时区为UTC+01:00、UTC+02:00（夏令时）。

## 行政
里布伊斯的邮政编码为11270，INSEE市镇编码为11312。

## 政治
里布伊斯所属的省级选区为拉皮耶日欧拉泽斯县。

## 人口

1962-2008年间里布伊斯人口变化图示

里布伊斯于2022年1月1日时的人口数量为101人。